# Roemenië op het Eurovisiesongfestival 2003
Roemenië nam deel aan het Eurovisiesongfestival 2003 in Riga, Letland. Het was de 35ste deelname van het land op het Eurovisiesongfestival. De nationale finale, Selecţia Naţională genoemd, vond plaats op 1 maart 2003. De TVR was verantwoordelijk voor de Roemeense bijdrage voor de editie van 2003.

## Selectieprocedure
De nationale finale werd georganiseerd in de studio's van de nationale omroep in Boekarest.
Er waren 2 halve finales met elk 12 artiesten waarvan de top 6 doorging naar de finale.
Deze werden gekozen door een jury en televoting.
De finale werd gepresenteerd door Kitty Cepraga & Leonard Miron.
In totaal deden er 12 acts mee aan de nationale finale en de winnaar werd gekozen door televoting en een jury.

| Volgorde | Artiest                        | Lied                   | Punten | Plaats |
| -------- | ------------------------------ | ---------------------- | ------ | ------ |
| 1        | Krypton                        | "Lumea noastră"        | 7      | 7      |
| 2        | Selena                         | "Anytime"              | 1      | 12     |
| 3        | Valahia                        | "Friends are friends"  | 16     | 3      |
| 4        | Desperado                      | "Fată de ţară"         | 7      | 7      |
| 5        | Nicoleta Matei                 | "The only one"         | 16     | 3      |
| 6        | Răzvan Crivaci & Liviu Sorescu | "Once upon a time"     | 8      | 6      |
| 7        | Aurelian Temișan               | "Let's have a holiday" | 19     | 1      |
| 8        | D’La Vegas                     | "Oxigen"               | 11     | 5      |
| 9        | Supermarket                    | "Un om între oameni"   | 4      | 10     |
| 10       | Paula Seling                   | "Let's go!"            | 18     | 2      |
| 11       | Marius Dragomir                | "Golden bird"          | 3      | 11     |
| 12       | Sfinx Experience               | "A fost o vreme când"  | 6      | 9      |

| Volgorde | Artiest             | Lied                       | Punten | Plaats |
| -------- | ------------------- | -------------------------- | ------ | ------ |
| 1        | Centrul Civic       | "Come with us"             | 13     | 3      |
| 2        | Mălina Olinescu     | "Tăcerea doare"            | 9      | 7      |
| 3        | Latin               | "Mereu aproape"            | 1      | 10     |
| 4        | Aurelian Temișan    | "Goodbye, hello, goodbye"  | 16     | 2      |
| 5        | Genius              | "My life"                  | 11     | 6      |
| 6        | Costi Ioniţă        | "Dominus"                  | 13     | 3      |
| 7        | Alexandra Ungureanu | "Make this love come true" | 12     | 5      |
| 8        | Bogdan Bradu        | "Albastru aprins"          | 7      | 9      |
| 9        | Nicola              | "Don't break my heart"     | 24     | 1      |
| 10       | Open                | "Tell me"                  | 0      | 12     |
| 11       | Oana Sârbu          | "Doar tu știi"             | 1      | 10     |
| 12       | Hara                | "Spune"                    | 9      | 7      |

| Volgorde | Artiest                        | Lied                       | Punten | Plaats |
| -------- | ------------------------------ | -------------------------- | ------ | ------ |
| 1        | Valahia                        | "Friends are friends"      | 11     | 3      |
| 2        | D’La Vegas                     | "Oxigen"                   | 5      | 10     |
| 3        | Nicola                         | "Don't break my heart"     | 24     | 1      |
| 4        | Genius                         | "My life"                  | 9      | 6      |
| 5        | Paula Seling                   | "Let's go!"                | 11     | 3      |
| 6        | Răzvan Crivaci & Liviu Sorescu | "Once upon a time"         | 9      | 6      |
| 7        | Alexandra Ungureanu            | "Make this love come true" | 11     | 3      |
| 8        | Nicoleta Matei                 | "The only one"             | 7      | 9      |
| 9        | Centrul Civic                  | "Come with us"             | 9      | 6      |
| 10       | Aurelian Temișan               | "Let's have a holiday"     | 20     | 2      |

## In Riga
In Letland moest Roemenië aantreden als 24ste, net na Estland en voor Zweden. Op het einde van de puntentelling bleek dat ze op een 10de plaats waren geëindigd, met 73 punten. 
Men ontving 1 keer het maximum van de punten.
Nederland en België hadden geen punten over voor deze inzending.

### Gekregen punten

#### Finale
| 12 punten | 10 punten                             | 8 punten | 7 punten                | 6 punten                                 |
| --------- | ------------------------------------- | -------- | ----------------------- | ---------------------------------------- |
| - Rusland | - Spanje                              | - Polen  | - Bosnië en Herzegovina | - Israël - Oostenrijk - Oekraïne         |
| 5 punten  | 4 punten                              | 3 punten | 2 punten                | 1 punt                                   |
|           | - Duitsland - Frankrijk - Griekenland |          | - Cyprus                | - Kroatië - Noorwegen - Turkije - Zweden |

### Punten gegeven door Roemenië

#### Finale
Punten gegeven in de finale:
| 12 punten | Zweden      |
| 10 punten | Turkije     |
| 8 punten  | België      |
| 7 punten  | Rusland     |
| 6 punten  | Frankrijk   |
| 5 punten  | Spanje      |
| 4 punten  | Polen       |
| 3 punten  | Noorwegen   |
| 2 punten  | Griekenland |
| 1 punt    | Duitsland   |

1994 · 1995-1997 · 1998 · 1999 · 2000 · 2001 · 2002 · 2003 · 2004 · 2005 · 2006 · 2007 · 2008 · 2009 · 2010 · 2011 · 2012 · 2013 · 2014 · 2015 · 2016 · 2017 · 2018 · 2019 · 2020 · 2021 · 2022 · 2023 · 2024-2025